# 一个猎人的恳求
《一个猎人的恳求》是乌热尔图的短篇小说，最初发表于《民族文学》1981年第5期，获中国作家协会1981年优秀短篇小说奖。
故事描写文化大革命时期，鄂温克族人民被迫交出赖以生存的猎枪，给他们的生产(狩猎)和生活带来极大的痛苦与不便；那里也象汉族人民居住的内地一样，对干部和劳动模范人物发起粗暴而野蛮的学习班。作品以第三人称的观察角度和描写手法，描写了猎人古杰耶在与自然斗争中，英勇顽强地战胜黑熊，而面对铺天盖地的造反派的粗暴行为，却无能为力地束手待擒。